# Navanethem Pillay
Navanethem Pillay (tiếng Tamil: நவநீதம் பிள்ளை, sinh năm 1941 tại Nam Phi; còn gọi là Navi Pillay) là người hiện giữ chức vụ Cao ủy Nhân quyền Liên Hợp Quốc (nhiệm kỳ từ 2008). Bà là thẩm phán nữ đầu tiên của Tòa án Tối cao Nam Phi, đã từng là thành viên, sau đó là chủ tịch Hội đồng Thẩm phán Quốc tế Rwanda được thành lập để xét xử tội phạm của nạn diệt chủng Rwanda. Nhiệm kỳ Cao ủy Nhân quyền Liên Hợp Quốc của bà bắt đầu từ ngày 01 tháng 09 năm 2008.